# Koningshavenbrug
Le Koningshavenbrug (littéralement, en néerlandais : le pont du port du Roi), communément appelé De Hef est un ancien pont levant ferroviaire, situé sur le Koningshaven à Rotterdam, entre l'île Noordereiland et l'arrondissement Feijenoord. Cet ouvrage d'art était utilisé sur la ligne de train Bréda-Rotterdam.

## Histoire
La partie centrale du pont est mobile : elle se levait pour laisser passer les bateaux.

Koningshavenbrug
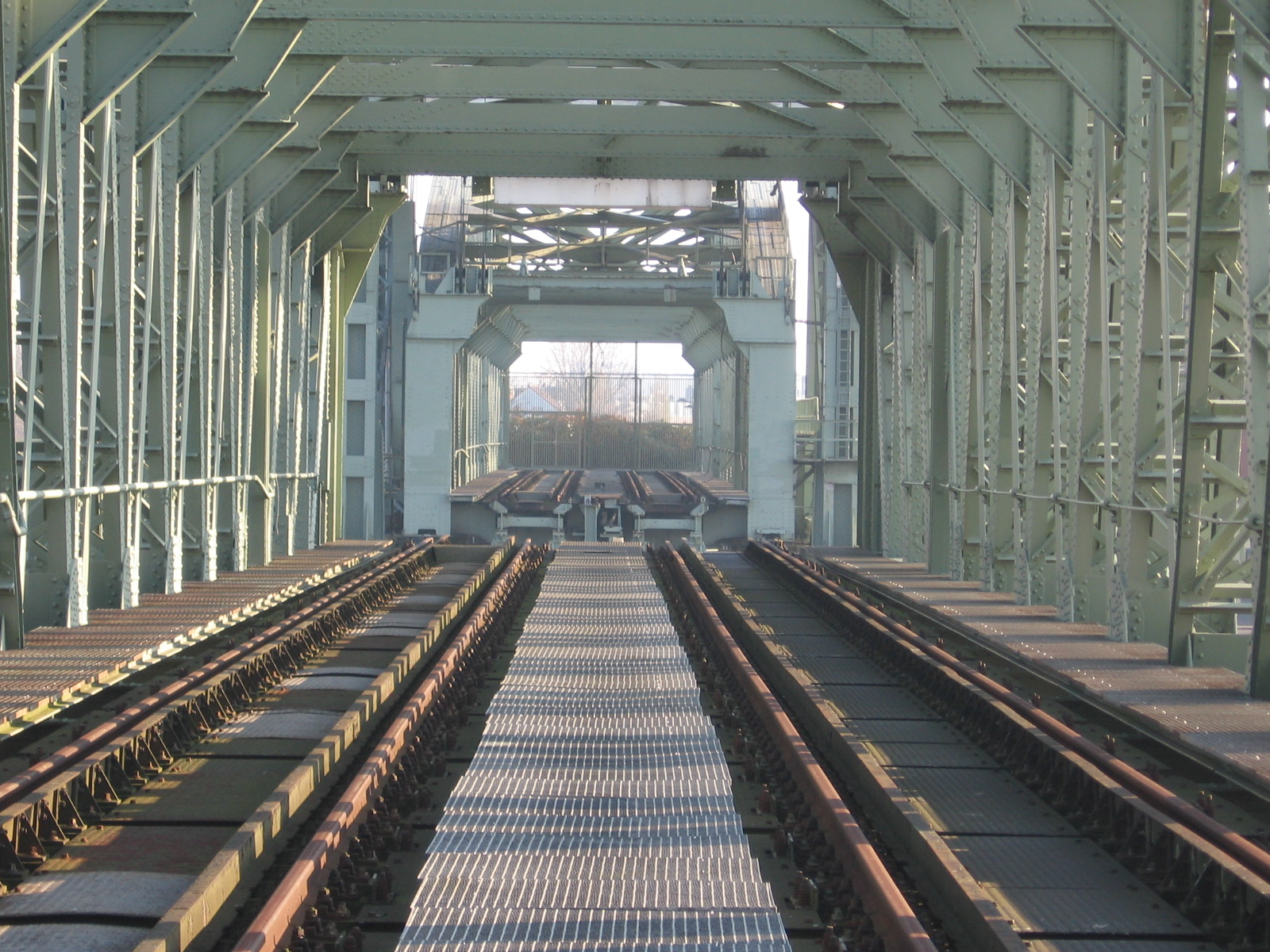
Les anciennes voies ferrées du pont (2007)
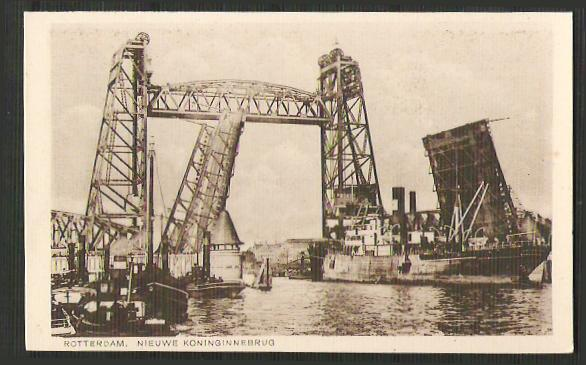
Vieille carte postale des années 1920 avec au premier plan le nouveau Koninginnebrug, et en arrière-plan le pont De Hef.

Le pont n'est plus en service depuis une modification de la ligne Bréda-Rotterdam : les trains de cette ligne empruntent le Willemsspoortunnel entre la gare centrale et la Station Rotterdam Zuid depuis le 24 septembre 1993. 
Le pont, qui bénéficie du statut de monument national depuis 2000, est un bâtiment protégé.
Le pont a été rénové en 2017 par la mairie de Rotterdam qui avait promis de ne plus jamais démanteler le pont.
Le 2 février 2022, la mairie de Rotterdam a annoncé que le pont serait malgré tout démonté pour laisser passer le Koru, yacht du milliardaire Jeff Bezos construit à Alblasserdam qui devra passer par là pour regagner la mer, Cependant, en raison de protestations, le chantier a trouvé une autre solution pour livrer le navire et le pont n’a pas été démonté.

## Galerie d'images

Koningshavenbrug
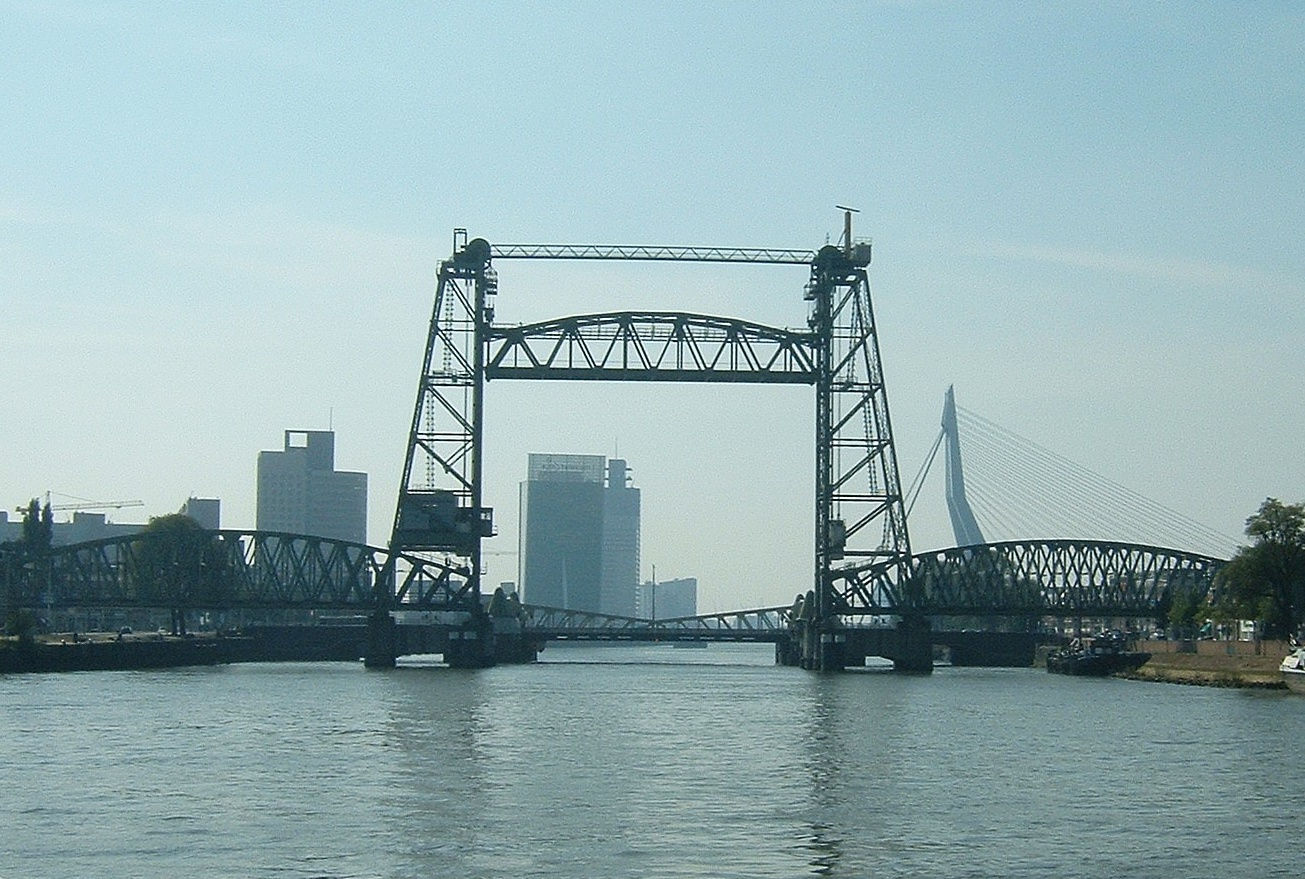
En arrière-plan, le Koninginnebrug et le pont Érasme.
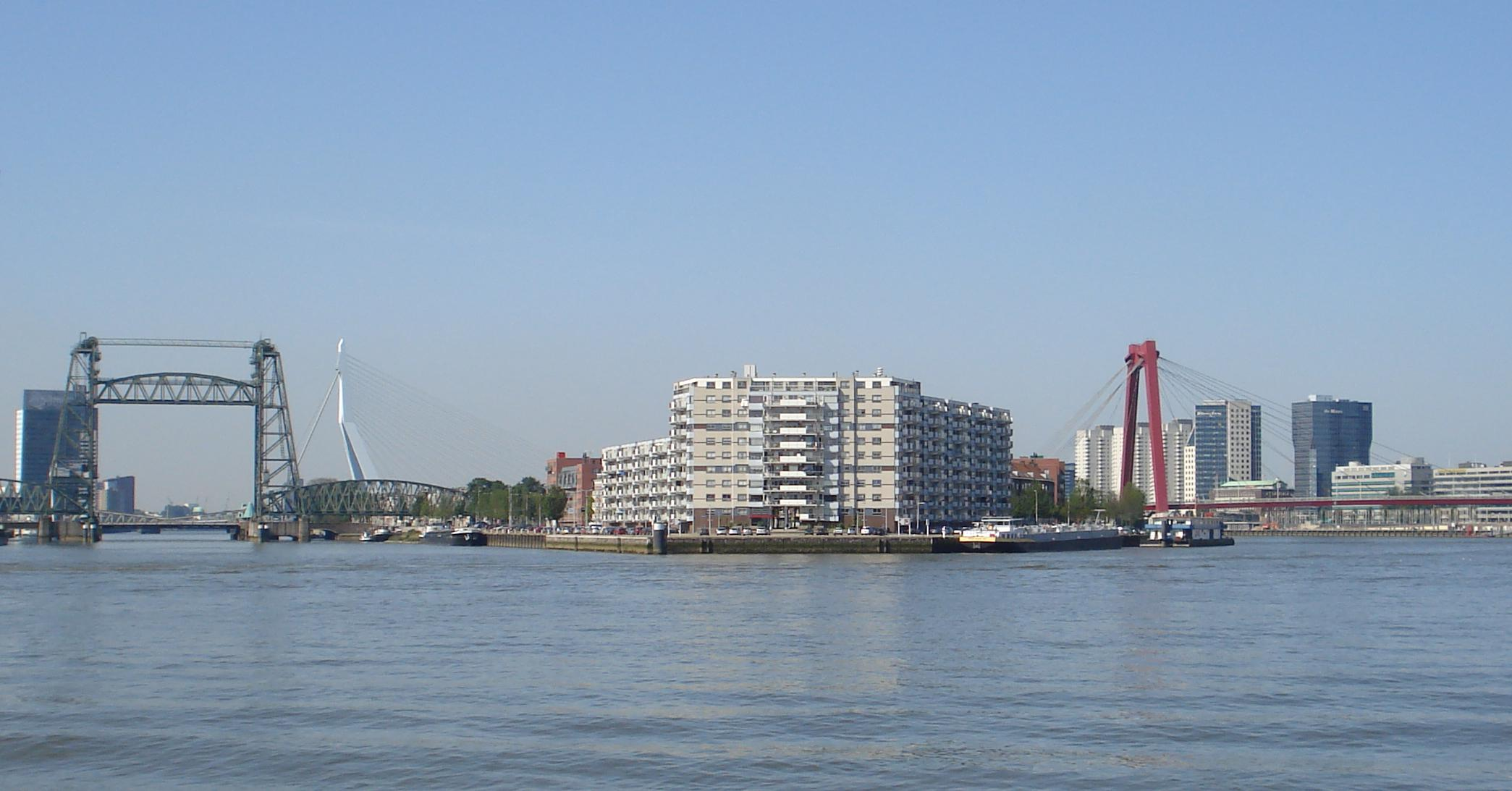
Vue depuis le Maasboulevard, avec à l'extrême gauche le Koningshavenbrug.
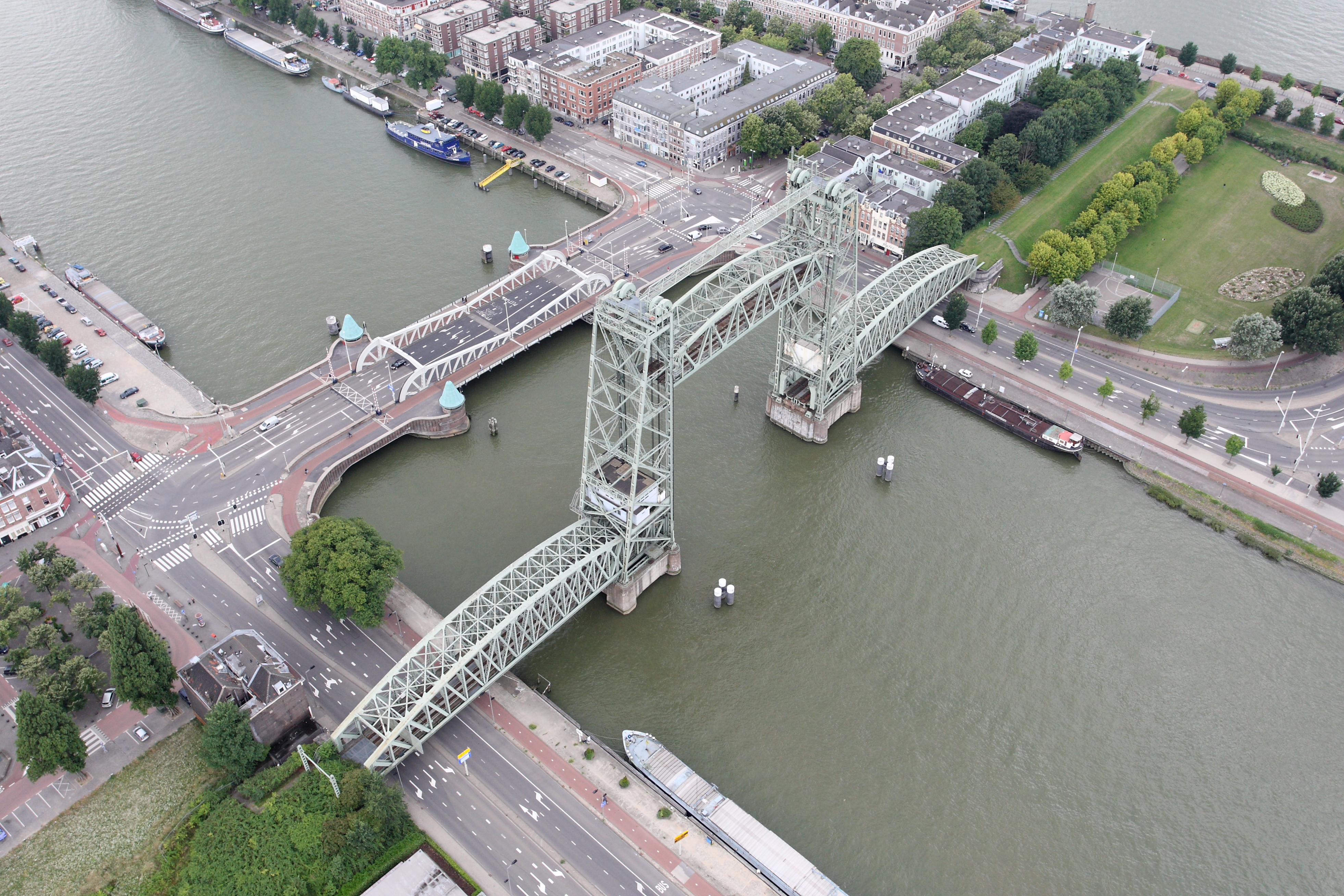
Vue aérienne du Koninginnebrug (à gauche) et le Koningshavenbrug ou De Hef (à droite)
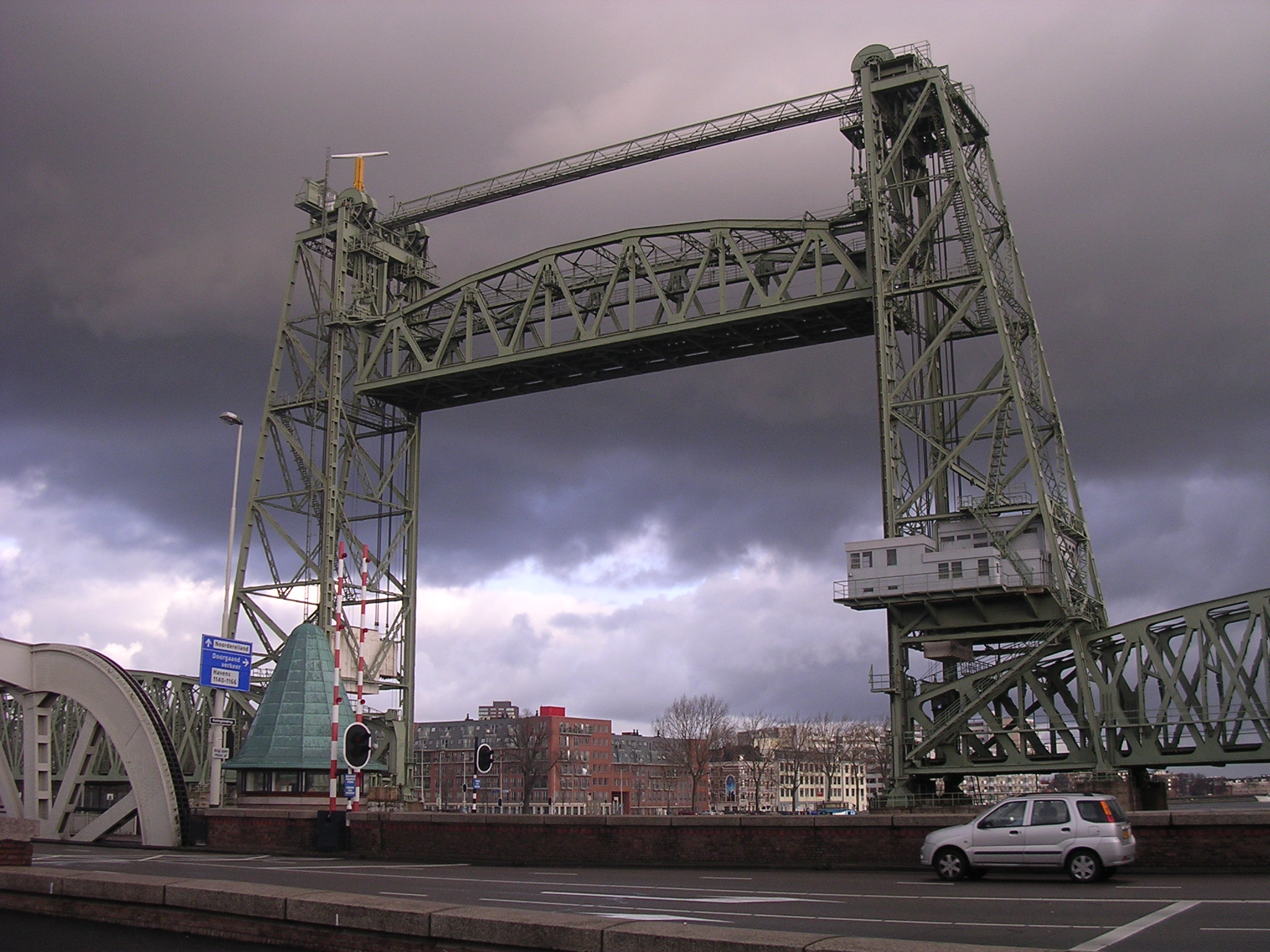
Un système de poulies permettait à la partie centrale de monter, pour laisser passer les bateaux.